# Behrami
Behrami su naseljeno mjesto u sastavu općine Srebrenika, Federacija Bosne i Hercegovine, BiH.

## Stanovništvo
| Behrami            |       |
| godina popisa      | 1991. |
| Bošnjaci           | 303   |
| Srbi               | 0     |
| Hrvati             | 0     |
| Jugoslaveni        | 15    |
| ostali i nepoznato | 2     |
| ukupno             | 320   |